# Тагансько-Краснопресненська лінія
Тагансько-Краснопресненська лінія (до 1989 року — Ждановсько-Краснопресненська) — сьома лінія Московського метрополітену, пролягає з північного заходу на південний схід міста. Одна із двох ліній (друга — Некрасовська, не рахуючі монорейки), яка повністю розташована на лівому березі Москва-ріки. На схемах позначається фіолетовим кольором (іноді бордовим, рідко — бузковим) і числом . Лінія є найзавантаженішою в Московському метрополітені: її середньодобовий пасажиропотік 2011 року становив 965 тис. чоловік..

## Хронологія відкриття
| Черга                           | Дата відкриття   |
| ------------------------------- | ---------------- |
| «Таганська» — «Вихіно»          | 31 грудня 1966   |
| «Таганська» — «Китай-город»     | 3 січня 1971     |
| «Барикадна» — «Октябрське Поле» | 30 грудня 1972   |
| «Барикадна» — «Китай-город»     | 17 грудня 1975   |
| «Октябрське Поле» — «Планерна»  | 30 грудня 1975   |
| «Вихіно» — «Жулебіно»           | 9 листопада 2013 |
| «Спартак»                       | 27 серпня 2014   |
| «Жулебіно» — «Котельники»       | 21 вересня 2015  |

### Історія перейменувань
| Станція     | Попередні назви | Роки      |
| ----------- | --------------- | --------- |
| Вихіно      | Ждановська      | 1966–1989 |
| Китай-город | Площа Ногіна    | 1970–1990 |

## Станції
|  | Назва станції Колишня назва | Дата відкриття   | Пере- садки            | Глибина, м | Тип конструкції                           | Координати                                                              | Фото |
|  | --------------------------- | ---------------- | ---------------------- | ---------- | ----------------------------------------- | ----------------------------------------------------------------------- | ---- |
|  | Планерна                    | 30 грудня 1975   |                        | −6         | колонна мілкого закладення трипрогінна    | 55°51′39″ пн. ш. 37°26′11″ сх. д. / 55.8607° пн. ш. 37.4364° сх. д.     |      |
|  | Сходненська                 | 30 грудня 1975   |                        | −6         | односклепінна мілкого закладення          | 55°51′02″ пн. ш. 37°26′23″ сх. д. / 55.8505° пн. ш. 37.4396° сх. д.     |      |
|  | Тушинська                   | 30 грудня 1975   | Тушинська              | −10,5      | колонна мілкого закладення трипрогінна    | 55°49′36″ пн. ш. 37°26′12″ сх. д. / 55.8267° пн. ш. 37.4368° сх. д.     |      |
|  | Спартак                     | 27 серпня 2014   |                        | −10        | колонна мілкого закладення трипрогінна    | 55°49′06″ пн. ш. 37°26′09″ сх. д. / 55.818248° пн. ш. 37.435751° сх. д. |      |
|  | Щукинська                   | 30 грудня 1975   | Щукинська              | −13        | колонна мілкого закладення трипрогінна    | 55°48′31″ пн. ш. 37°27′51″ сх. д. / 55.8086° пн. ш. 37.4641° сх. д.     |      |
|  | Октябрське Поле             | 30 грудня 1972   | Панфіловська Зорге     | −9         | колонна мілкого закладення трипрогінна    | 55°47′37″ пн. ш. 37°29′37″ сх. д. / 55.7935° пн. ш. 37.4935° сх. д.     |      |
|  | Полежаєвська                | 30 грудня 1972   | Хорошевська Хорошево   | −10        | колонна мілкого закладення трипрогінна    | 55°46′39″ пн. ш. 37°31′09″ сх. д. / 55.7775° пн. ш. 37.5192° сх. д.     |      |
|  | Бігова                      | 30 грудня 1972   | Бігова                 | −9         | колонна мілкого закладення трипрогінна    | 55°46′26″ пн. ш. 37°32′48″ сх. д. / 55.7738° пн. ш. 37.5468° сх. д.     |      |
|  | Вулиця 1905 року            | 30 грудня 1972   |                        | −11        | колонна мілкого закладення трипрогінна    | 55°45′54″ пн. ш. 37°33′41″ сх. д. / 55.7650° пн. ш. 37.5613° сх. д.     |      |
|  | Барикадна                   | 30 грудня 1972   | Краснопресненська      | −30        | пілонна трисклепінна                      | 55°45′40″ пн. ш. 37°34′46″ сх. д. / 55.7612° пн. ш. 37.5795° сх. д.     |      |
|  | Пушкінська                  | 17 грудня 1975   | Тверська Чеховська     | −51        | колонна глибокого закладання трисклепінна | 55°45′54″ пн. ш. 37°36′28″ сх. д. / 55.7650° пн. ш. 37.6079° сх. д.     |      |
|  | Кузнецький міст             | 17 грудня 1975   | Луб'янка               | −39,5      | колонна глибокого закладання трисклепінна | 55°45′38″ пн. ш. 37°37′33″ сх. д. / 55.7606° пн. ш. 37.6259° сх. д.     |      |
|  | Китай-город                 | 3 січня 1971     | Китай-город            | −29        | колонна глибокого закладання трисклепінна | 55°45′19″ пн. ш. 37°38′00″ сх. д. / 55.7553° пн. ш. 37.6333° сх. д.     |      |
|  | Таганська                   | 31 грудня 1966   | Таганська Марксистська | −36        | пілонна глибокого закладання трисклепінна | 55°44′25″ пн. ш. 37°39′08″ сх. д. / 55.7402° пн. ш. 37.6522° сх. д.     |      |
|  | Пролетарська                | 31 грудня 1966   | Крестьянська застава   | −9         | колонна мілкого закладення трипрогінна    | 55°43′55″ пн. ш. 37°39′57″ сх. д. / 55.7319° пн. ш. 37.6659° сх. д.     |      |
|  | Волгоградський проспект     | 31 грудня 1966   | Угрешська              | −8         | колонна мілкого закладення трипрогінна    | 55°43′31″ пн. ш. 37°41′13″ сх. д. / 55.7253° пн. ш. 37.6869° сх. д.     |      |
|  | Текстильщики                | 31 грудня 1966   | Текстильщики           | −13        | колонна мілкого закладення трипрогінна    | 55°42′32″ пн. ш. 37°43′54″ сх. д. / 55.7088° пн. ш. 37.7316° сх. д.     |      |
|  | Кузьминки                   | 31 грудня 1966   |                        | −8         | колонна мілкого закладення трипрогінна    | 55°42′20″ пн. ш. 37°45′56″ сх. д. / 55.7056° пн. ш. 37.7656° сх. д.     |      |
|  | Рязанський проспект         | 31 грудня 1966   |                        | −6         | колонна мілкого закладення трипрогінна    | 55°43′01″ пн. ш. 37°47′36″ сх. д. / 55.7170° пн. ш. 37.7933° сх. д.     |      |
|  | Вихіно                      | 31 грудня 1966   |                        | 0          | наземна, відкрита                         | 55°42′56″ пн. ш. 37°49′05″ сх. д. / 55.7156° пн. ш. 37.8181° сх. д.     |      |
|  | Лермонтовський проспект     | 9 листопада 2013 | Косино                 | −12        | односклепінна мілкого закладення          | 55°42′05″ пн. ш. 37°51′09″ сх. д. / 55.7013° пн. ш. 37.8525° сх. д.     |      |
|  | Жулебіно                    | 9 листопада 2013 |                        | −15        | колонна мілкого закладення двопрогінна    | 55°41′08″ пн. ш. 37°51′23″ сх. д. / 55.6855° пн. ш. 37.8563° сх. д.     |      |
|  | Котельники                  | 21 вересня 2015  |                        | −15        | колонна мілкого закладення двопрогінна    | 55°40′27″ пн. ш. 37°51′30″ сх. д. / 55.6743° пн. ш. 37.8582° сх. д.     |      |

## Пересадки
| # | Пересадка на лінію           | Зі станції                                           | На станцію                      |
| - | ---------------------------- | ---------------------------------------------------- | ------------------------------- |
|   | Сокольницька                 | Кузнецький мост                                      | Луб'янка                        |
|   | Замоскворіцька               | Пушкінська                                           | Тверська                        |
|   | Кільцева                     | Барикадна Таганська                                  | Краснопресненська Таганська     |
|   | Калузько-Ризька              | Китай-город                                          | Китай-город                     |
|   | Калінінська                  | Таганська                                            | Марксистська                    |
|   | Серпуховсько-Тимірязєвська   | Пушкінська                                           | Чеховська                       |
|   | Люблінсько-Дмитровська       | Пролетарська                                         | Крестьянська застава            |
|   | Велика кільцева лінія        | Полежаєвська, Текстильщики                           | Хорошевська, Текстильщики       |
|   | Московське центральне кільце | Октябрське Поле Полежаєвська Волгоградський проспект | Панфіловська Хорошево Угрешська |
|   | Некрасовська                 | Лермонтовський проспект                              | Косино                          |

## Депо та рухомий склад

### Депо, що обслуговували лінію
| Депо             | Роки обслуговування |
| ---------------- | ------------------- |
| «Вихіно»         | з 1966              |
| «Червона Пресня» | 1972 — 1975         |
| «Планерне»       | з 1975              |

### Кількість вагонів у потягах
| Кількість вагонів           | Роки        |
| --------------------------- | ----------- |
| 4 (Краснопресненська лінія) | 1972 — 1975 |
| 6 (Жданівська лінія)        | 1966 — 1975 |
| 7                           | 1975 — 1984 |
| 8                           | з 1983      |

Лінія була першою у Московському метрополітені, перекладеною на потяги з 8 вагонів. На 2010 рік, на лінії задіяно понад 610 вагонів.

### Типи вагонів
| Типи вагонів                 | Роки          |
| ---------------------------- | ------------- |
| Е                            | 1966 — 1974   |
| Еж, Еж1, Ема, Ем-508, Ем-509 | 1971 — 1980   |
| Еж3, Еж6? Ем-508Т            | з 1974 — 2021 |
| 81-717/714                   | 2012 — 2017   |
| 81-760/761 «Ока»             | 2015 — 2018   |
| 81-760А/761А/763А «Ока»      | 2016 — 2018   |
| 81-765/766/767 «Москва»      | з 2017        |